# بيزيونيا
بيزيونيا (الاسم العلمي: Bizionia) هي جنس من البكتيريا، سلبية الغرام، تتبع فصيلة نظيرات الصيفرية.سميت نسبة إلى بارتولوميو بيزيو.

## أصنوفات
الأصنوفات الأدنى لهذا الكائن:
- كود سباركل
- تحديث القائمة

نوع:Bizionia algoritergicola 
اسم علمي: Bizionia algoritergicola

نوع:Bizionia arctica 
اسم علمي: Bizionia arctica

نوع:Bizionia argentinensis 
اسم علمي: Bizionia argentinensis

نوع:Bizionia berychis 
اسم علمي: Bizionia berychis

نوع:Bizionia echini 
اسم علمي: Bizionia echini

نوع:Bizionia fulviae 
اسم علمي: Bizionia fulviae

نوع:Bizionia gelidisalsuginis 
اسم علمي: Bizionia gelidisalsuginis

نوع:Bizionia hallyeonensis 
اسم علمي: Bizionia hallyeonensis

نوع:Bizionia myxarmorum 
اسم علمي: Bizionia myxarmorum

نوع:Bizionia palithoae 
اسم علمي: Bizionia palithoae

نوع:Bizionia paragorgiae 
اسم علمي: Bizionia paragorgiae

نوع:Bizionia psychrotolerans 
اسم علمي: Bizionia psychrotolerans

نوع:Bizionia saleffrena 
اسم علمي: Bizionia saleffrena

نوع:Bizionia sediminis 
اسم علمي: Bizionia sediminis